# Heinrich Schönberg (Unternehmer)
Heinrich Schönberg (* 20. November 1818 in Dresden; † 7. Juni 1850 in Riesa) war ein sächsischer Hütteningenieur, Eisenwerkbesitzer und Politiker.

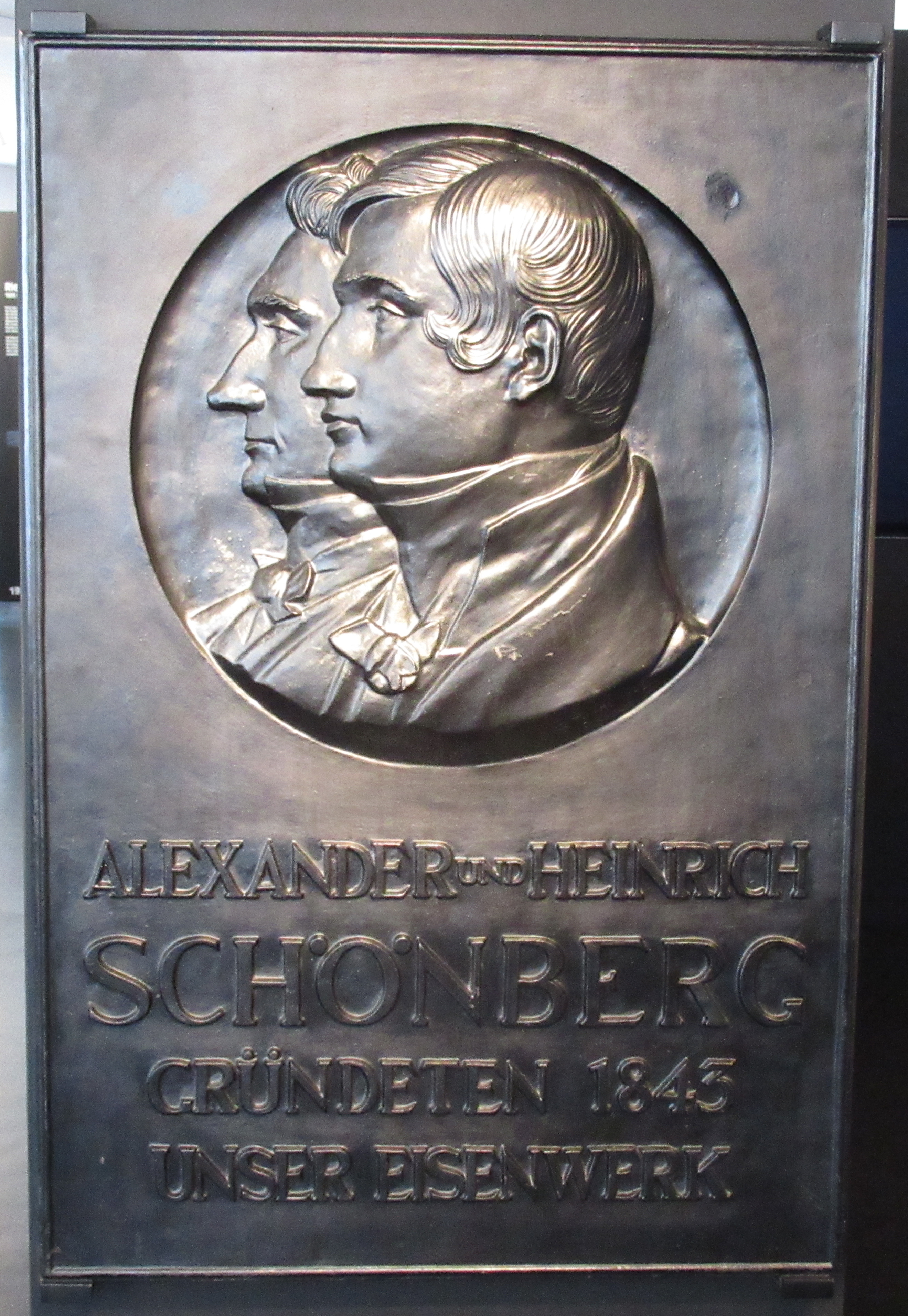
Gedenktafel in Riesa

## Leben
Heinrich Schönberg entstammte einer sächsischen Kaufmannsfamilie. Er wurde 1818 als Sohn des Kaufmanns August Leberecht Schönberg (1761–1825) und dessen Ehefrau Katharina Boethlingk (1779–1850), Tochter eines Lübecker Bankiers geboren. Nach dem Schulbesuch in Reichstädt und Dresden studierte Heinrich Schönberg ab 1834 an der Bergakademie Freiberg Mineraloge und wurde nach einem Wechsel der Studienrichtung Hütteningenieur. Studienaufenthalte zum Kennenlernen damals moderner Verhüttungstechnologien verbrachte er unter anderen in Berlin, Oberschlesien, Belgien, Österreich und Ungarn. In der neu gegründeten Königin Marienhütte bei Cainsdorf war er kurzzeitig als Betriebsingenieur tätig und an der Umsetzung des Betriebsaufbaus beteiligt.
Gemeinsam mit seinem Bruder Alexander Schönberg (1806–1886), der hauptsächlich als Geldgeber beteiligt war, gründete er 1842/43 in Gröba bei Riesa ein eigenes Eisenwerk auf Koksbasis. Die Konzession für den Aufbau des Werkes erhielten die Brüder am 27. März 1843. Noch im gleichen Jahr begann die Produktion mit zwei Puddelöfen und einem Dampfhammer. 1846 trat Heinrich Bodemer anstelle von Alexander Schönberg in das Unternehmen ein. Sie firmierten als Eisenhüttenwerk Gröba bei Riesa. Es wurde zu einem modernen Stahl- und Walzwerk eingerichtet. Das Werk profitierte sowohl vom Riesaer Elbhafen als auch von dem bereits bestehenden Eisenbahnanschluss.
Auf dem Landtag 1849 vertrat er den 16., 17. und 18. Wahlbezirk in der I. Kammer des Sächsischen Landtags. Schönberg wird den linken Kräften zugeordnet.
Schönberg war ab 1841 mit Augusta geb. Breithaupt (1817–1880), einer Tochter des Oberbergrats Johann Friedrich August Breithaupt (1791–1873) verheiratet. Er starb 1850 im Alter von 31 Jahren. Seine Erben verkauften das Eisenhüttenwerk an die Gewerkschaft der Gräflich Einsiedelschen Eisenhütten, als deren Generalbevollmächtigter Detlev von Einsiedel (1773–1861) wirkte. Es wurde bereits am 12. August 1850 in den Einsiedelschen Eisenhüttenverbund eingegliedert.